# Gervais Banshimiyubusa
Gervais Banshimiyubusa (Gisuru, 9 settembre 1952) è un arcivescovo cattolico burundese, dal 24 marzo 2018 arcivescovo metropolita di Bujumbura.

## Biografia

### Formazione e ministero sacerdotale
Dopo aver frequentato i seminari di Makebuko, Rusengo, Mugera e Burasira e aver studiato filosofia e teologia, è stato ordinato sacerdote il 4 luglio 1981.
Successivamente ha approndito gli studi di teologia dogmatica presso la Pontificia Università Urbaniana.
Dal 1995 al 1998 è stato rettore del seminario minore di Muyinga, mentre dal 1998 al 2000 è stato rettore del seminario maggiore di Gitega.

### Ministero episcopale
Il 10 maggio 2000 papa Giovanni Paolo II lo ha nominato vescovo coadiutore di Ngozi.
Ha ricevuto l'ordinazione episcopale il 16 settembre 2000 dalle mani del vescovo Stanislas Kaburungu, co-consacranti il vescovo di Bujumbura Evariste Ngoyagoye e il vescovo di Ruyigi Joseph Nduhirubusa. È succeduto il 14 dicembre 2002 .
Ha partecipato alla III assemblea generale straordinaria del sinodo dei vescovi dal tema Le sfide pastorali sulla famiglia nel contesto dell'evangelizzazione il 9 settembre 2014  e alla XIV assemblea generale ordinaria sinodo dei vescovi nel 2015 dal tema La vocazione e la missione della famiglia nella Chiesa e nel mondo contemporaneo.
Dal 2011 al 2017 è stato presidente della Conferenza episcopale del Burundi.
Il 24 marzo 2018 papa Francesco lo ha promosso arcivescovo metropolita di Bujumbura.
Fino al 25 gennaio 2020, giorno della presa possesso del suo successore alla diocesi di Ngozi Georges Bizimana, ha ricoperto il ruolo di amministratore apostolico.

## Genealogia episcopale e successione apostolica
La genealogia episcopale è:
- Cardinale Scipione Rebiba
- Cardinale Giulio Antonio Santori
- Cardinale Girolamo Bernerio, O.P.
- Arcivescovo Galeazzo Sanvitale
- Cardinale Ludovico Ludovisi
- Cardinale Luigi Caetani
- Cardinale Ulderico Carpegna
- Cardinale Paluzzo Paluzzi Altieri degli Albertoni
- Papa Benedetto XIII
- Papa Benedetto XIV
- Papa Clemente XIII
- Cardinale Marcantonio Colonna
- Cardinale Giacinto Sigismondo Gerdil, B.
- Cardinale Giulio Maria della Somaglia
- Cardinale Carlo Odescalchi, S.I.
- Vescovo Eugène-Charles-Joseph de Mazenod, O.M.I.
- Cardinale Joseph Hippolyte Guibert, O.M.I.
- Cardinale François-Marie-Benjamin Richard de la Vergne
- Cardinale Pietro Gasparri
- Cardinale Clemente Micara
- Cardinale Jozef-Ernest Van Roey
- Vescovo André Marie Charue
- Vescovo Joseph Martin, M.Afr.
- Arcivescovo André Makarakiza, M.Afr.
- Vescovo Stanislas Kaburungu
- Arcivescovo Gervais Banshimiyubusa

La successione apostolica è:
- Vescovo Georges Bizimana (2014)
- Vescovo Salvator Niciteretse (2020)